# Кулаково Дальнее
Кулаково Дальнее — деревня в Селижаровском муниципальном округе Тверской области.

## География
Находится в западной части Тверской области на расстоянии приблизительно 8 км на север-северо-восток по прямой от административного центра округа поселка Селижарово.

## История
Деревня была показана ещё на карте 1825 года. В 1859 году здесь (деревня Осташковского уезда Тверской губернии) было учтено 3 двора, в 1939 — 16. До 2017 года входила в состав Ларионовского сельского поселения, с 2017 по 2020 год в составе Селижаровского сельского поселения Селижаровского района до их упразднения.

## Население
Численность населения: 30 человек (1859 год), 14 (русские 86 %) 2002 году, 12 в 2010.